# Дула (занимање)
Дула је особа (најчешће жена) професионално обучена да пружа континуирану физичку, емоционалну и информативну подршку трудници и њеном партнеру током трудноће, на порођају и у првим данима након порођаја. Осим породиљи, она пружа емоционалну и информативну подршку и њеном партнеру и породици. Постоје порођајне и постпорођајне дуле. Осим код порођаја, дула може бити подршка жени и током побачаја у првом тромесечју.
Дула није медицински радник, али многе акушерске клинике у свету ангажују дуле. Неке од њих ову дужност обављају волонтерски.
Широм света се, у последњој недељи месеца марта, обележава Светска недеља дула.

## Историјски аспект
Историјски гледано, жене су често рађале уз присуство друге жене, која им је уливала сигурност и штитила их у тренутку рађања. Често су то биле мајке и баке, или пак ближе чланице заједнице, из чега се с временом развило акушерство. Међутим, устаљењем повећањем праксе рађања у породилиштима, променила се и улога бабице. Она постаје више медицински стручњак који се брине за жену углавном с медицинске тачке гледишта и врло ретко има могућност да се породиљи посвети у потпуности. Међутим, у тренуцима порођаја жени је осим медицинске помоћи потребна и емотивна подршка и заштита, коју у савременим породилиштима ретко може добити. Овакво стање довело је до појаве дула.

## Обука дуле
Дуле нису бабице нити припадају медицинском особљу. Међутим, све више трудница жели их поред себе током девет месеци, а потом и на самом порођају. Оне су ту да едукују, објасне женама шта значи и како изгледа порођај, оснаже их и спреме за један од најемотивнијих догађаја у њиховом животу.
Да би се постало дула потребно је проћи професионалну обуку, коју данас у свету организује неколико удружења. Током обуке будуће дуле упознају се са различитим техникама за ублажавање бола, релаксације, масаже. Осим тога обучавају се и на који начин могу помоћи партнеру породиље да се укључи и помогне током порођаја. Како би жени пружиле што бољу подршку дуле пролазе и практичну обуку, учећи и испробавајући различите положаје за рађање.
Теме које се обрађују на обуци за дуле су:
- Увод у пружање подршке на порођају
- Стандарди праксе и етички кодекс дула
- Пренатална подршка
- Комуникација са клијентом
- Технике за обезбољавање порођаја
- Ток порођаја
- Различити сценарији порођаја
- Медикализован и природан порођај
- Хормони у порођају
- Дојење
- Постпартум посете[4]

## Улога дуле током трудноће и порођаја
Основна улога дуле током порођаја је да буде уз породиљу све време порођаја. Током тог времена она бди над женом, охрабрује је и бодри, помажући јој тако да прође кроз искуство рађања у пуној снази. Она помаже жени да заузме положај који јој највише прија, масира је како би јој олакшала трудове, ставља облоге, држи је за руку или, уколико то жена жели, само седи уз њу.
Однос дуле и труднице започиње још током трудноће, када се оне виђају неколико пута пре самог порођаја. Током тих сусрета трудница и дула се боље упознају, разговарају о трудничиним жељама, плановима, сумњама и страховима. Од велике је важности да дула и трудница буду „на истим таласним дужинама”, односно да се међусобно разумеју и да остваре блискост и узајамно поверење.

#### Физичка подршка
Физичка подршка је важна јер помаже породиљи да одржи осећај контроле, удобности и самопоуздање. Аспекти физичке подршке које пружа дула могу обухватати:
- умирујуће дејство додир коришћењем масаже,
- стварање умирујућег окружења,
- помоћ у терапији водом (туширање и сл.),
- регулација температуре у просторији,
- помоћ породиљи при шетњи или одласку до тоалета,
- давање, хране и пића.[3]

#### Емоционална подршка
Један од главних циљева дуле је брига о емоционалном здрављу мајке за време и после порођаја, како би задржала позитивна сећања и однос према овом важном животном догађају. Дула може породиљи и њеном партнеру пружити следеће врсте емоционалне подршке:
- сталним присуством улива породиљи сигурност, како се ова не би осетила напуштеном и уплашеном,
- помоћ породиљи да позитивно сагледа себе у насталој ситуацији,
- мирно саосећање са свим што породиља проживљава кроз похвале и подстицаје,
- помоћ породиљи и њеном партнеру да савладају кроз страхове и ојачају самопоуздање,
- разговор са мајком после порођаја, са емпатијом.[3]

#### Информативна подршка
Информативна подршка помаже да се трудница и њен партнер информишу о ономе што се догађа током порођаја, као и о могућим токовима порођаја. Аспект информативне подршке укључује:
- вођење оба родитеља кроз процес рађања и порођаја,
- сугерисање различитих помоћних техника током порођаја, као што су технике дисања, опуштања, покрета и положаја
- објашњења различитих медицинских поступака пре порођаја, али и током њих, уколико се појави потреба,
- помоћ партнеру да разуме шта се дешава са породиљом догађа, уколико и он присуствује порођају.[3]

### Користи од присуства дуле на порођају
Многа истраживања показала су да присуство дула током порођаја доводи до многих позитивних резултата:
- Повећава се вероватноћа да порођај буде природан повећава,
- Смањује вероватноћа за медицинским интервенцијама, као што је царски рез, коришћење индукције или епидуралне анестезије, вакуум екстрактора или форцепса,
- Порођај се убрзава и по неколико сати,
- Повећава се задовољство искуством рађања,
- Повећава се број мајки које успешно доје своје бебе,
- Смањује се вероватноћа обољевања од постпорођајне депресије,
- Родитељи се осећају сигурније, па се самим тим боље и са већим самопоуздањем прилагођавају новом породичном животу.[9]

## Улога дуле током побачаја
Улога дуле током побачаја је да жени пружи емоционалну и информативну подршку пре, током и после ове интервенције, која за саму жену никада није пријатна. Дешава се да неке жене овом приликом одбију помоћ дуле. Основни разлози за то су потреба пацијенткиње за приватношћу или жеља да се самом чину не придаје додатни емоционални значај.

## Разлика између дуле и гинеколошко-акушерске сестре
За разлику од гинеколошко-акушерске сестре, која је медицински радник, дула то није, нити као некада бабице, обавља сам порођај. Ипак, дула познаје физиологију порођаја, може пружити подршку и помоћ акушерској сестри током порођаја, али је не може заменити.

## Дуле у Србији
Прва дула у Србији је Мирјана Гњатић. Она је највећим делом заслужна за приближавање и упознавање српске јавности са позивом дуле. Прва обука за дуле у Србији организована је 2012. године.
У многим развијеним земљама занимање дула подигнуто је на ниво професије, док је у Србији овај појам још увек мало познат. Отежавајућа околност је и та што није у свим породилиштима дозвољено присуство треће особе, мада се у већини дозвољава присуство оца. Једно од ретких породилишта које дозвољава и присуство трећег лица је породилиште у Бачкој Тополи.